# Jan van der Horst (roeier)
Johannes Clemens Maria (Jan) van der Horst (Schiedam, 1 september 1948), is een Nederlandse roeier. Hij vertegenwoordigde Nederland bij verschillende grote internationale wedstrijden. Zo nam hij eenmaal deel aan de Olympische Spelen, maar won hierbij geen medaille.
Zijn eerste succes boekte hij in 1975 door op de wereldkampioenschappen roeien een bronzen medaille te winnen. Deze prestatie leverde hij op het onderdeel twee zonder stuurman samen met roeipartner Willem Boeschoten. Een jaar later maakte hij op dit onderdeel op zijn olympische debuut bij de Olympische Spelen van Montréal. Met een tijd van 7.31,40 in de kleine finale eindigde hij samen met Boeschoten op een tiende plaats overall.
In zijn actieve tijd was hij aangesloten bij de Amsterdamse studentenroeivereniging ASR Nereus.

## Palmares

### roeien (twee zonder stuurman)
- 1975:  WK - 7.11,49
- 1976: 10e OS - 7.27,22

Willem Boeschoten · 
Jan van der Horst